# Károly Kerényi
Károly Kerényi (Temesvár, 19 gennaio 1897 – Zurigo, 14 aprile 1973) è stato un filologo classico e storico delle religioni ungherese, ritenuto fra i fondatori degli studi moderni sulla mitologia greca.

## Biografia
Nato nell’allora Ungheria a Temesvár, l'odierna città romena di Timișoara, studiò all'Università Loránd Eötvös di Budapest filologia classica, dove conseguì anche un dottorato di ricerca su Platone, Longino e l'estetica  nell'antichità. Negli anni seguenti insegnò in Ungheria, compì numerosi viaggi in Grecia e in Italia e tenne corsi a Greifswald, Heidelberg e all'università di Berlino. Nel 1929 incontrò Walter Friedrich Otto, che lo spinse a combinare gli studi comparati sulle religioni e sulla storia antica. Il suo primo libro Die griechisch-orientalische Romanliteratur in religionsgeschichtlicher Beleuchtung ("Il romanzo greco alla luce della storia delle religioni"), dedicato a Franz Boll, fu pubblicato nel 1927 e gli procurò una nomina a Privatdozent a Budapest. Divenuto professore di storia antica e filologia classica a Pécs nel 1934, poi visiting professor all'università di Budapest nel 1941, dal 1943 visse in Svizzera esiliato. Sergej Averincev riferì che Károly Kerényi in un'occasione disse "lo spirito dell'astrazione ha aperto porte per il nazionalsocialismo quando gli ebrei come persone furono sostituiti dalla categoria impersonale della Judentum (tedesco per: etnia ebraica), eliminare gli ebrei suona male; liquidare l'ebraismo richiama invece la descrizione di una sorta di operazione logica." Inimicatosi poi Mátyás Rákosi, non tornò più in Ungheria e rimase per il resto della sua vita in Svizzera, dove tra il 1970 e il 1973 partecipò ai corsi dell'Istituto Ticinese di Alti Studi a Lugano. Ai margini del mondo accademico, intrattenne famose corrispondenze con Thomas Mann ed Hermann Hesse, pubblicate postume dalla moglie Magda. Conservò anche una salda amicizia con Carl Gustav Jung, che dal 1940 lo invitò costantemente ai Colloqui di Eranos e con cui pubblicò Prolegomeni allo studio scientifico della mitologia.
Nel suo primo libro Die griechisch-orientalische Romanliteratur in religionsgeschichtlicher Beleuchtung Kerényi espone la sua ipotesi sull'origine del romanzo ellenistico. Secondo il filologo, esso nasce da una reinterpretazione in chiave laica del mito di Iside e Osiride dal quale proverrebbero gli elementi caratteristici del romanzo ellenistico: il tema del viaggio e il ricongiungimento finale dei due amanti.
Károly Kerényi studiò il mito come modalità di conoscenza, anche confrontandosi con le teorie di Carl Gustav Jung. La costruzione di una "scienza del mito" è il filo conduttore delle sue opere principali: Kerényi, infatti, applicò alla mitologia greca l'ermeneutica, ossia l'interpretazione del testo, in modo da chiarirne le intenzioni e i significati consci o inconsci. In questo senso, scrisse molti saggi sugli archetipi della mitologia greca:
Massone, fu iniziato il 9 maggio 1943 a Zurigo nella Loggia "Modestia cum Libertate", appartenente alla Gran Loggia Svizzera Alpina.

## Opere
- Die griechisch-orientalische Romanliteratur in religionsgeschichtlicher Beleuchtung (1927) ("Il romanzo greco alla luce della storia delle religioni")
- Apollon. Studien über antike Religion und Humanität (1937)
- Das ägäische Fest. Die Meergötterszene in Goethes Faust II (1941)
- Der Mythos der Hellenen in Meisterwerken der Münzkunst (1941)
- Einführung in das Wesen der Mythologie (con Carl Gustav Jung) (1942) (trad. di Angelo Brelich, Prolegomeni allo studio scientifico della mitologia, Einaudi, Torino 1948 e succ.)
- Hermes, der Seelenführer (1943)
- Mysterien der Kabiren (1944)
- Töchter der Sonne, Betrachtungen über griechische Gottheiten (1944) (trad. di Francesco Barberi, Figlie del sole, prefazione di Angelo Brelich, Einaudi, Torino 1948 e succ.; Bollati Boringhieri, Torino 1991, 2008)
- Bachofen und die Zukunft des Humanismus. Mit einem Intermezzo über Nietzsche und Ariadne (1945)
- Die Geburt der Helena samt humanistischen Schriften aus den Jahren 1943–45 (1945)
- Prometheus. Das griechische Mythologem von der menschlichen Existenz (1946)
- Der Göttliche Arzt. Studien über Asklepius und seine Kultstätte (1948) (trad. Il medico divino. Studi su Asclepio e i suoi luoghi di culto, in Rapporto con il divino e altri saggi, a cura di Fabio Cicero, Bompiani, Milano 2014)
- Niobe. Neue Studien über Antike Religion und Humanität (1949)
- Mensch und Maske (1949)
- Pythagoras und Orpheus. Präludien zu einer zukünftigen Geschichte der Orphik und des Pythagoreismus (1950)
- Labyrinth-Studien (1950) (trad. di Leda Spiller, Nel labirinto, a cura di Corrado Bologna, Boringhieri, Torino 1983)
- Die Mythologie der Griechen (trad. di Vanda Tedeschi, Gli dèi e gli eroi della Grecia, Il Saggiatore, Milano 1963 e succ.; Garzanti, Milano 1976)
  - 1: Die Götter- und Menschheitsgeschichten (1951) (trad.. Gli dèi, Il Saggiatore, Milano 1963 e succ.)
  - 2: Die Heroengeschichten (1958) (trad.. Gli eroi, Il Saggiatore, Milano 1963)
- Die Jungfrau und Mutter der griechischen Religion. Eine Studie über Pallas Athene (1952)
- Stunden in Griechenland, Horai Hellenikai (1952)
- Unwillkürliche Kunstreisen. Fahrten im alten Europa 1952 (1954)
- Der göttliche Schelm (con Paul Radin e Carl Gustav Jung, 1954) (trad. di Neni Dalmasso e Silvano Daniele, Il briccone divino, Bompiani, Milano 1965; SE, Milano 2006)
- Geistiger Weg Europas: Fünf Vorträge über Freud, Jung, Heidegger, Thomas Mann, Hofmannsthal, Rilke, Homer und Hölderlin, Zürich (1955)
- Umgang mit Göttlichem (1955) (trad. di Maria Anna Massimello, Il rapporto con il divino, Einaudi, Torino 1991; trad. in Rapporto con il divino e altri saggi, a cura di Fabio Cicero, Bompiani, Milano 2014)
- Romandichtung und Mythologie (1955, carteggio con Thomas Mann) (trad. Ervino Pocar, Romanzo e mitologia, Il Saggiatore, Milano 1960; come Felicità difficile, ivi 1963; come Dialogo, nota introduttiva di Giacomo Debenedetti, ivi, 1973; con prefazione di Domenico Conte, Editori riuniti UP, Roma 2013)
- Griechische Miniaturen (1957)
- Die Heroen der Griechen (1958)
- Streifzüge eines Hellenisten, Von Homer zu Kazantzakis (1960)
- Prometheus. Die menschliche Existenz in griechischer Deutung (1962)
- Die Mysterien von Eleusis (1962)
- Tessiner Schreibtisch (1963)
- Die Eröffnung des Zugangs zum Mythos (1967)
- Der antike Roman (sintesi-antologia del libro del 1927) (1971) (trad. II romanzo dell'antichità, in Rapporto con il divino e altri saggi, a cura di Fabio Cicero, Bompiani, Milano 2014)
- Antike Religion (1971) (trad. di Dora Sassi, Religione antica, Adelphi, Milano 2001)
- Zeus und Hera. Urbild des Vaters, des Gatten und der Frau (1972)
- Briefwechsel aus der Nähe corrispondenza con Hermann Hesse, a cura di Magda Kerényi, 1972) (trad. di Lorenzo Bellotto e Carla Rossi Bellotto, Corrispondenza con Hermann Hesse, 1943-1956, Sellerio, Palermo 1995)
- Dionysos: Urbild des unzerstörbaren Lebens (1976) (trad. di Lia Del Corno, Dioniso: archetipo della vita indistruttibile, a cura di Magda Kerényi, Adelphi, Milano 1992 e succ.)

### Opere in italiano
- La religione antica nelle sue linee fondamentali, trad. di Delio Cantimori, Zanichelli, Bologna 1940; Astrolabio, Roma 1951
- Miti e misteri, a cura di Angelo Brelich, Einaudi, Torino 1950; con introduzione di Furio Jesi, Boringhieri, Torino 1979; Bollati Boringhieri, Torino 2000, 2010
- La mitologia dei greci, a cura di Angelo Brelich, Astrolabio, Roma 1951
- Due scritti su Edipo: Ödipus (1966 e 1968) in Variazioni su Edipo (con James Hillman, 1966), trad. di Tommaso Cavallo, Raffaello Cortina, Milano 1992
- Scritti italiani (1955-1971), a cura di Giampiero Moretti, Guida, Napoli 1993
- La Madonna ungherese di Verdasio. Paesaggio dello spirito e paesaggio dell'anima, a cura di Anna Ruchat, Dado, Locarno 1996
- Pseudo-Antistene. Conversazioni sull'amore, a cura di Antonino Infranca, Istituto di storia antica, Palermo 1997
- Demone e mito: carteggio 1964-1968 (con Furio Jesi, a cura di Magda Kerényi e Andrea Cavalletti), Quodlibet, Macerata 1999
- Mircea Eliade storico delle religioni, Morcelliana, Brescia 2006
- Due scritti su Virgilio: P. Vergil Maro (1929) e Vergil (1971), in Virgilio, a cura di Luciano Canfora, Sellerio, Palermo, 2007
- Tra gli asfodeli dell'elisio: carteggio 1935-1959 (corrispondenza con Angelo Brelich), a cura di Andrea Alessandri, prefazione di Marcello Massenzio, Editori riuniti UP, Roma 2011
- Gli dèi e gli eroi della Grecia. Il racconto del mito, la nascita della civiltà, Il Saggiatore, Milano, 2015